# Valeri Nitchouchkine
Valeri Ivanovitch Nitchouchkine - en russe : Валерий Иванович Ничушкин et en anglais : Valeri Nichushkin - (né le 4 mars 1995 à Tcheliabinsk en Russie) est un joueur professionnel russe de hockey sur glace. Il évolue au poste d'attaquant.

## Biographie

### Carrière en club
Formé au Traktor Tcheliabinsk, il débute en 2011 dans la Molodiojnaïa Hokkeïnaïa Liga avec les Belye Medvedi, l'équipe junior du Traktor. Il est sélectionné au premier tour, en onzième position lors du repêchage d'entrée dans la KHL 2012 par le Traktor qui le protège pour conserver ses droits. Le 21 novembre 2012, il joue son premier match dans la KHL face au Barys Astana. Le Traktor s'incline en finale de la Coupe Gagarine 2013 face à l'OHK Dinamo. Le 1er mai 2013, Nitchouchkine est échangé à l'OHK Dinamo. 
Il est choisi en 1e tour, 10e au total, par les Stars de Dallas lors du repêchage d'entrée dans la LNH 2013. Il décide alors de quitter la Russie pour jouer en Amérique du Nord. Le 3 octobre 2013, il dispute son premier match en carrière dans la LNH contre les Panthers de la Floride. Il obtient sa première aide, le 20 octobre, face aux Ducks d'Anaheim et marque son premier but, le 3 novembre, face aux Sénateurs d'Ottawa. 
À la fin de la saison 2015-2016, Nitchouchkine devient agent libre avec restriction, mais ne parvient pas à s'entendre avec les Stars sur les termes d'un nouveau contrat. Devant l'échec des négociations et ses droits dans la KHL qui sont échangés au CSKA Moscou en septembre 2016, il décide de retourner en Russie et accepte une offre de contrat de deux ans avec le CSKA. L'équipe s'incline en finale de la Coupe Gagarine 2018 face aux Ak Bars Kazan.
Le 1er juillet 2018, il revient avec les Stars et signe une entente de 2 ans pour un total de 5,9 M$. 
Sa saison 2018-2019 est difficile avec Dallas puisqu'il ne marque aucun but et dix assistances en cinquante-sept matchs de saison régulière. Il est alors placé au ballottage et son contrat est racheté, le 30 juin 2019. 
Le 19 août 2019, l'Avalanche du Colorado et son manager général Joe Sakic signe une entente d'une saison avec le natif de Tcheliabinsk. Il inscrit vingt-sept points lors de la saison 2019-2020 et enregistre le huitième +/- de la saison régulière avec +26. 
Le 10 octobre 2020, Colorado prolonge pour deux saisons l'attaquant russe.
Lors de la saison 2021-2022, Nitchouchkine établit son record de points avec 52 points, son record de buts (25) et son record d'assistances (27) en saison régulière.
Il remporte la Coupe Stanley 2022 avec Colorado.
En avril 2023, une femme est retrouvée intoxiquée dans la chambre d'hôtel de Nitchouchkine puis est transportée à l'hôpital. Dès lors, le joueur est porté disparu alors que son équipe affronte le Kraken de Seattle dans les séries éliminatoires de la Coupe Stanley 2023.
Du 15 janvier au 26 février 2024, il laisse son équipe et intègre le programme d'assistance aux joueurs. 
Le 13 mai 2024, il est suspendu pour un minimum de six mois sans salaire et intègre la troisième phase du programme d'assistance aux joueurs. Il quitte alors son équipe qu'elle est menée par les Stars de Dallas au deuxième tour des séries éliminatoires de la Coupe Stanley 2024.

### Carrière internationale
Il représente la Russie au niveau international. Il prend part aux sélections jeunes.

## Statistiques

### En club
| Saison     | Équipe                | Ligue      |     | Saison régulière | Saison régulière | Saison régulière | Saison régulière | Saison régulière |    | Séries éliminatoires | Séries éliminatoires | Séries éliminatoires | Séries éliminatoires | Séries éliminatoires |
| Saison     | Équipe                | Ligue      | PJ  | B                | A                | Pts              | Pun              | PJ               | B  | A                    | Pts                  | Pun                  |                      |                      |
| 2011-2012  | Belye Medvedi         | MHL        | 38  | 4                | 6                | 10               | 6                | -                | -  | -                    | -                    | -                    |                      |                      |
| 2012-2013  | Belye Medvedi         | MHL        | 9   | 4                | 4                | 8                | 0                | -                | -  | -                    | -                    | -                    |                      |                      |
| 2012-2013  | Tchelmet Tcheliabinsk | VHL        | 15  | 8                | 2                | 10               | 4                | -                | -  | -                    | -                    | -                    |                      |                      |
| 2012-2013  | Traktor Tcheliabinsk  | KHL        | 18  | 4                | 2                | 6                | 0                | 25               | 6  | 3                    | 9                    | 0                    |                      |                      |
| 2013-2014  | Stars de Dallas       | LNH        | 79  | 14               | 20               | 34               | 8                | 6                | 1  | 1                    | 2                    | 2                    |                      |                      |
| 2014-2015  | Stars de Dallas       | LNH        | 8   | 0                | 1                | 1                | 2                | -                | -  | -                    | -                    | -                    |                      |                      |
| 2014-2015  | Stars du Texas        | LAH        | 5   | 0                | 4                | 4                | 12               | -                | -  | -                    | -                    | -                    |                      |                      |
| 2015-2016  | Stars de Dallas       | LNH        | 79  | 9                | 20               | 29               | 12               | 10               | 0  | 1                    | 1                    | 2                    |                      |                      |
| 2016-2017  | HK CSKA Moscou        | KHL        | 36  | 11               | 13               | 24               | 9                | 9                | 1  | 4                    | 5                    | 4                    |                      |                      |
| 2017-2018  | HK CSKA Moscou        | KHL        | 50  | 16               | 11               | 27               | 14               | 19               | 3  | 6                    | 9                    | 12                   |                      |                      |
| 2018-2019  | Stars de Dallas       | LNH        | 57  | 0                | 10               | 10               | 0                | 1                | 0  | 0                    | 0                    | 0                    |                      |                      |
| 2019-2020  | Avalanche du Colorado | LNH        | 65  | 13               | 14               | 27               | 14               | 15               | 2  | 1                    | 3                    | 2                    |                      |                      |
| 2020-2021  | Avalanche du Colorado | LNH        | 55  | 10               | 11               | 21               | 4                | 10               | 1  | 2                    | 3                    | 10                   |                      |                      |
| 2021-2022  | Avalanche du Colorado | LNH        | 62  | 25               | 27               | 52               | 14               | 20               | 9  | 6                    | 15                   | 8                    |                      |                      |
| 2022-2023  | Avalanche du Colorado | LNH        | 53  | 17               | 30               | 47               | 2                | 2                | 1  | 0                    | 1                    | 0                    |                      |                      |
| 2023-2024  | Avalanche du Colorado | LNH        | 54  | 28               | 25               | 53               | 22               | 8                | 9  | 1                    | 10                   | 2                    |                      |                      |
| Totaux LNH | Totaux LNH            | Totaux LNH | 512 | 116              | 158              | 274              | 78               | 72               | 23 | 12                   | 35                   | 26                   |                      |                      |

### En équipe nationale
| Année | Compétition                          |   | PJ | B | A | Pts | Pun | +/-                |  | Résultat |
| 2012  | Championnat du monde moins de 18 ans | 6 | 2  | 0 | 2 | 0   | +1  | Cinquième place    |  |          |
| 2013  | Championnat du monde junior          | 6 | 1  | 1 | 2 | 25  | +5  | Médaille de bronze |  |          |
| 2014  | Jeux olympiques d'hiver              | 5 | 1  | 0 | 1 | 0   | -2  | Cinquième place    |  |          |
| 2017  | Championnat du monde                 | 6 | 0  | 3 | 3 | 0   | +1  | Médaille de bronze |  |          |

## Trophées et honneurs personnels

### Ligue continentale de hockey
- 2012-2013 : remporte le trophée Alekseï Tcherepanov de la meilleure recrue

### Ligue nationale de hockey
- 2021-2022 : vainqueur de la Coupe Stanley avec l'Avalanche du Colorado